# Lukla Airport
Lukla Airport (IATA: LUA, ICAO: VNLK) er en lille lufthavn ved byen Lukla i Solukhumbu District i den østlige del af Nepal.
Lufthavnen, der blev etableret i 1971, ligger i 2800 meters højde i Himalaya syd for Mount Everest, og den er en populær destination for bl.a. trekkere og bjergbestigere, der anvender flytransport til Lukla Airport som indfaldsvej til udforskning af Khumbu, Mount Everest-regionen og den omkringliggende Sagarmatha nationalpark (nationalparken har status som UNESCO verdensarvområde).
Der er flere daglige flyforbindelser mellem Lukla Airport og Tribhuvan International Airport i Kathmandu, men enhver flyforbindelse er baseret på tilfredsstillende vejrforhold. Derfor foregår mange flyvninger tidligt på dagen, inden en eventuel dis lægger sig over dele af området, og inden evt. vind gør flyvning og landing i Lukla vanskelig. Antallet af afgange varierer i forhold til årstiden og det aktuelle behov, men i højsæsonen kan der være op til omkring 15 daglige ankomster og tilsvarende 15 daglige afgange.
Landingsbanen er speciel; den er både meget kort (475 meter), og stejl og ligger i bogstaveligste forstand på en skrå hylde eller klippeafsats op mod bjergene. For enden af start- og landingsbanen falder skråningen stejlt med omkring 700 m mod den nedenfor liggende dal. Lufthavnen er derfor kun anvendelig til helikoptere samt fly med evner til at lande og starte på sådanne meget korte landingsbaner (de såkaldte STOL-fly som eksempelvis den populære 19 personers Twin Otter). Landingsbanen er nu asfalteret efter, at den gennem en årrække var en ganske hullet og stenet jordbane med enkelte græstotter, men den betegnes fortsat som en af verdens sværeste lufthavne at lande i og starte fra.
I januar 2008 annoncerede Nepals regering, at Lukla Airport ville blive opkaldt efter de to mænd, der som de første besteg Mount Everest, nemlig sherpaen Tenzing Norgay og den da netop afdøde newzealænder Sir Edmund Hillary (som døde den 11. januar 2008). Lufthavnen vil herefter få navnet Tenzing-Hillary Airport, og indvielsen vil foregå senere i løbet af 2008.
Ruten mellem Kathmandu og Lukla beflyves af bl.a. flyselskaberne Nepal Airlines, Yeti Airlines og Agni Air.